# Toromeryx
Toromeryx es un género extinto de los artiodáctilos, de la familia Protoceratidae, endémico de América del Norte en el Eoceno, que vivió entre 46.2—42 millones de años, durante alrededor de 4.2 M.a.

## Taxonomía
Toromeryx fue nombrado por Wilson en 1974. Fue asignado a Protoceratidae por Wilson en 1974, Carroll en 1988, Prothero en 1998 y Prothero y Ludtke en 2007.

## Morfología
Toromeryx se asemejaba a los ciervos actuales, aunque están más estrechamente emparentados con los camélidos. Poseían cuernos en los lugares típicos además de cuernos faciales adicionales que se localizaban por encima de la cavidad orbitaria. Toromeryx fue más pequeño que sus parientes del Mioceno; Paratoceras, Protoceras y Pseudoprotoceras.

## Distribución fósil
Sus fósiles se han encontrado en: 
- Candelaria TMM 31281, Formación Colmena Tuff, Condado de Presidio, Texas.
- Casa Blanca Site, Formación Laredo, Condado de Webb, Texas.